# Лепша Іван Дмитрович
Лепша Іван Дмитрович (*7 серпня 1937) — український журналіст, член Національної Спілки журналістів України. Автор ідеї проведення фестивалю-конкурсу «Червона Рута».

## Основний доробок (книги)
- Лепша І. Життя і смерть Володимира Івасюка. — К., 1994. — 127 c.
- Лепша І. Пісня буде поміж нас: Зірки української естради. — К.: Україна, 1989. — 91 с.
- Лепша І. Сто облич української естради.